# Lerchenberg (Eisenach)
Lerchenberg is een voormalige gemeente in de Duitse deelstaat Thüringen. De gemeente maakte deel uit van de landkreis Eisenach. De naam verwijst naar een berg in de omgeving.
De gemeente ontstond in 1991 door de fusie van de gemeenten Stregda, Neukirchen, Berteroda en Madelungen. Deze gemeenten probeerden op deze wijze inlijving bij de stad Eisenach te voorkomen. De gemeente bestond maar drie jaar. In 1994 besloot de landdag van Thüringen alsnog dat de vier gemeenten bij Eisenach werden gevoegd. 